# Martha Colburn
Martha Colburn är en amerikansk filmskapare och konstnär, född 1971. Hennes verk präglas av en svartsynt humor baserad på 50-tals stag, 70-talspornografica &c.